# Stambecco (araldica)
Lo stambecco in araldica è caratterizzato dalle corna molto grosse e incurvate all'indietro. Compare raramente, principalmente negli stemmi di famiglie o comunità alpine.
Come animale araldico lo stambecco è un carico araldico e di norma viene rappresentato alla destra ed eretto sulle due zampe posteriori. Il colore scelto per lo stambecco araldico è molto spesso nero, ma può essere anche grigio o, raramente, color oro. Come altri animali araldici, lo si trova in bandiere ed in altri oggetti simbolici. Lo si può facilmente identificare in simboli che riportano una o tre cime. 
Le parti del corpo rappresentate possono essere o meno differenziate nel colore. Oltre alle corna ed agli zoccoli possono essere oggetto di diversa colorazione la lingua e gli organi genitali, che tuttavia possono essere o meno rappresentati.. 
Le corna non vengono sempre raffigurate in coppia. 
Uno "stambecco con coda di pesce" si trovava già sul verso  di un denario (moneta) di Augusto coniato in Spagna dal 18 al 16 a.C. 

Nello stemma del comune italiano di Badia : d'oro allo stambecco passante di nero tenente nelle zampe anteriori un ramo mozzo di rosso posto in palo.
Nello stemma del comune italiano di Villabassa : di nero e d'oro, a due mezzi stambecchi dell'uno nell'altro.
Nello stemma del cantone svizzero dei Grigioni : d'argento allo stambecco passante di nero.
Nello stemma del comune svizzero di Coira : d'argento allo stambecco rampante di nero.
Lo stambecco nello stemma della cittadina svizzera di Silvaplana